# Raffaele Marcoli
Raffaele Marcoli (Turbigo, Lombardía, 27 de marzo de 1940 - Feriolo, 29 de agosto de 1966) fue un ciclista italiano que fue profesional entre 1963 y 1966. En su palmarés destacan cuatro victorias de etapa al Giro de Italia. Murió prematuramente en un accidente de tráfico a finales de agosto de 1966, solo quince días después de la victoria a la Coppa Bernocchi.

## Palmarés
- 1962
  - 1º en la Copa de Inverno
  - 1º en el Gran Premio Somma
- 1964
  - Vencedor de una etapa en el Giro de Italia
- 1965
  - Vencedor de 2 etapas en el Giro de Italia
- 1966
  - 1º en la Coppa Bernocchi
  - Vencedor de una etapa en el Giro de Italia
  - Vencedor de una etapa en la Tirrena-Adriàtica

### Resultados al Giro de Italia
- 1963. 85.º de la clasificación general
- 1964. 94.º de la clasificación general. Vencedor de una etapa
- 1965. 66.º de la clasificación general. Vencedor de 2 etapas
- 1966. 56.º de la clasificación general. Vencedor de una etapa